# Deferribacteraceae
Famille
Synonymes
- Calditerrivibrionaceae Spring et al. 2022
- Flexistipitaceae Spring et al. 2022
- Mucispirillaceae Spring et al. 2022

Les Deferribacteraceae sont une famille de bacilles Gram négatifs de l'ordre des Deferribacterales. Son nom provient de Deferribacter qui est le genre type de cette famille.

## Liste de genres
Selon la LPSN (27 avril 2025) cette famille contient les cinq genres suivants :
- Calditerrivibrio Iino et al. 2008
- Deferribacter Greene et al. 1997 – genre type
- Flexistipes Fiala et al. 2000
- Mucispirillum Robertson et al. 2005
- Petrothermobacter Tamazawa et al. 2017